# John Surtees
John Surtees (Tatsfield, Surrey, Inglaterra, Reino Unido; 11 de febrero de 1934-Tooting, Londres, Inglaterra, Reino Unido; 10 de marzo de 2017) fue un piloto británico de automovilismo y motociclismo. Fue el único en la historia en convertirse en campeón mundial de Fórmula 1 y de motociclismo. En la década de 1950, obtuvo cuatro títulos en el Campeonato Mundial de Motociclismo en la clase 500cc y tres títulos en 350. Luego fue campeón mundial de Fórmula 1 en 1964 y subcampeón en 1966. Además ganó las 12 Horas de Sebring de 1963 y campeón de la CanAm en 1966.

## Biografía
A principios de la década de 1950, Surtees corrió en carreras de motociclismo de ruta tales como el TT Isla de Man y el Gran Premio del Úlster. En 1955, se incorporó al equipo oficial de Norton, pero en 1956 pasó a correr con MV Agusta. Fue campeón de mundial de motociclismo de velocidad de 1956 en la clase 500cc con tres victorias. En 1957 fue superado por las Gilera. Luego obtuvo los campeonatos mundiales de 1958, 1959 y 1960 en las clases 500cc y 350cc, para retirarse de la especialidad con 38 victorias en 51 carreras.
Surtees se cambió de motocicletas a automóviles, haciendo su debut en 1960 en la Fórmula 1 con el equipo Lotus en el Gran Premio de Mónaco, obteniendo un segundo puesto en su segunda carrera, en el circuito de Silverstone. En 1961 corrió para el equipo Yeoman Credit a bordo de un Cooper TS3, con malos resultados: solo logró finalizar tres carreras, con dos quintos puestos como mejor recompensa. En 1962 continuó en el mismo equipo, ahora rebautizado Bowmaker-Yeoman, pero esta vez al comando de un Lola Mk 4, obteniendo en el año dos segundos puestos, un cuarto y dos quintos, que le dieron el cuarto lugar en el campeonato de conductores detrás de Graham Hill, Jim Clark y Bruce McLaren.
Los buenos resultados de 1962 hicieron que 1963 lo contratara Ferrari, que buscaba un piloto en condiciones de reponerla en los primeros planos en la Fórmula 1 después de un año desastroso en que el mejor de sus pilotos quedó en el 11° lugar en el campeonato. John gozaba además de las simpatías del público italiano, después de los numerosos campeonatos de motociclismo ganados con la MV Agusta. Si bien el año no fue extraordinario, una victoria en el GP de Alemania, un segundo, un tercero y un cuarto lugar le dieron los puntos suficientes para lograr otra vez el cuarto lugar en el campeonato, aunque muy lejos del indiscutido campeón de ese año, Jim Clark. Surtees demostró, de todos modos, ser una excelente adquisición para Ferrari: sus compañeros de equipo, Lorenzo Bandini y Ludovico Scarfiotti, terminaron el campeonato en 10° y 17° lugar, con 6 y 1 puntos respectivamente. Asimismo, triunfó en la 12 Horas de Sebring junto a Ludovico Scarfiotti con una Ferrari 250P oficial.
En el campeonato de Fórmula 1 de 1964 Surtees, Graham Hill y Clark disputaron palmo a palmo la corona. Surtees venció en los grandes premios de Alemania e Italia, Hill en Mónaco y los Estados Unidos, y Clark en Holanda, Bélgica y Gran Bretaña. A la última carrera del año, el Gran Premio de México, llegaron los tres con posibilidades de ser campeones, con Hill aventajando a Surtees por 6 puntos y a Clark por 9. El segundo puesto de John lo consagró campeón por la mínima diferencia, en una carrera agotadora en la que Clark fue puntero hasta la penúltima vuelta, en que su motor estalló.
En 1965 su Ferrari ya no era tan competitivo, y el desarrollo del nuevo motor de 12 cilindros se retrasaba. Para mayor complicación, sufrió un grave accidente en el circuito de Mosport Park, al comando de un Lola T-70, durante una práctica para una carrera del campeonato CanAm. Aun con el accidente y los pobres resultados, logró el quinto puesto en el campeonato 1965, por delante de su compañero de equipo Bandini.
Sorprendentemente se repuso de su accidente (aunque las secuelas habrían de afectarlo hasta mucho después) y compitió nuevamente en Fórmula 1 para Ferrari en las tres primeras carreras de 1966. Pero después de haber vencido en Spa-Francorchamps, y a raíz de una disputa con el director deportivo de Ferrari, Eugenio Dragoni, se pasó a Cooper, marca con la que corrió las restantes carreras del año adjudicándose un segundo puesto, un tercero, y la victoria en el Gran Premio de México. Jack Brabham resultó campeón ese año, con Surtees segundo. Por otra parte, fue campeón de la CanAm con un Lola T70-Chevrolet, obteniendo tres victorias en Mont-Tremblant, Riverside y Stardust.
Entre 1967 y 1968 participó en el proyecto de Honda de poner un automóvil enteramente japonés en la Fórmula 1. Los resultados fueron en general desalentadores: el auto desarrollaba una potencia inusual para aquellos tiempos, pero adolecía de defectos de sustentabilidad y confiabilidad. En 1967 solo logró arribar a la meta en 4 carreras, pero tuvo la enorme satisfacción de vencer en el Gran Premio de Italia, en la que muchos medios de prensa (en particular italianos) consideraron su "venganza" por haber sido injustamente despedido de Ferrari, y terminar el año con un cuarto puesto en el campeonato. En 1968 los resultados volvieron a ser esquivos. Surtees logró llegar a la meta solo en cuatro ocasiones, abandonando en las ocho restantes, siendo su mejor resultado un segundo puesto en Francia como mejor clasificación y obteniendo un octavo lugar en el campeonato. Honda decidió terminar su proyecto al final del año.

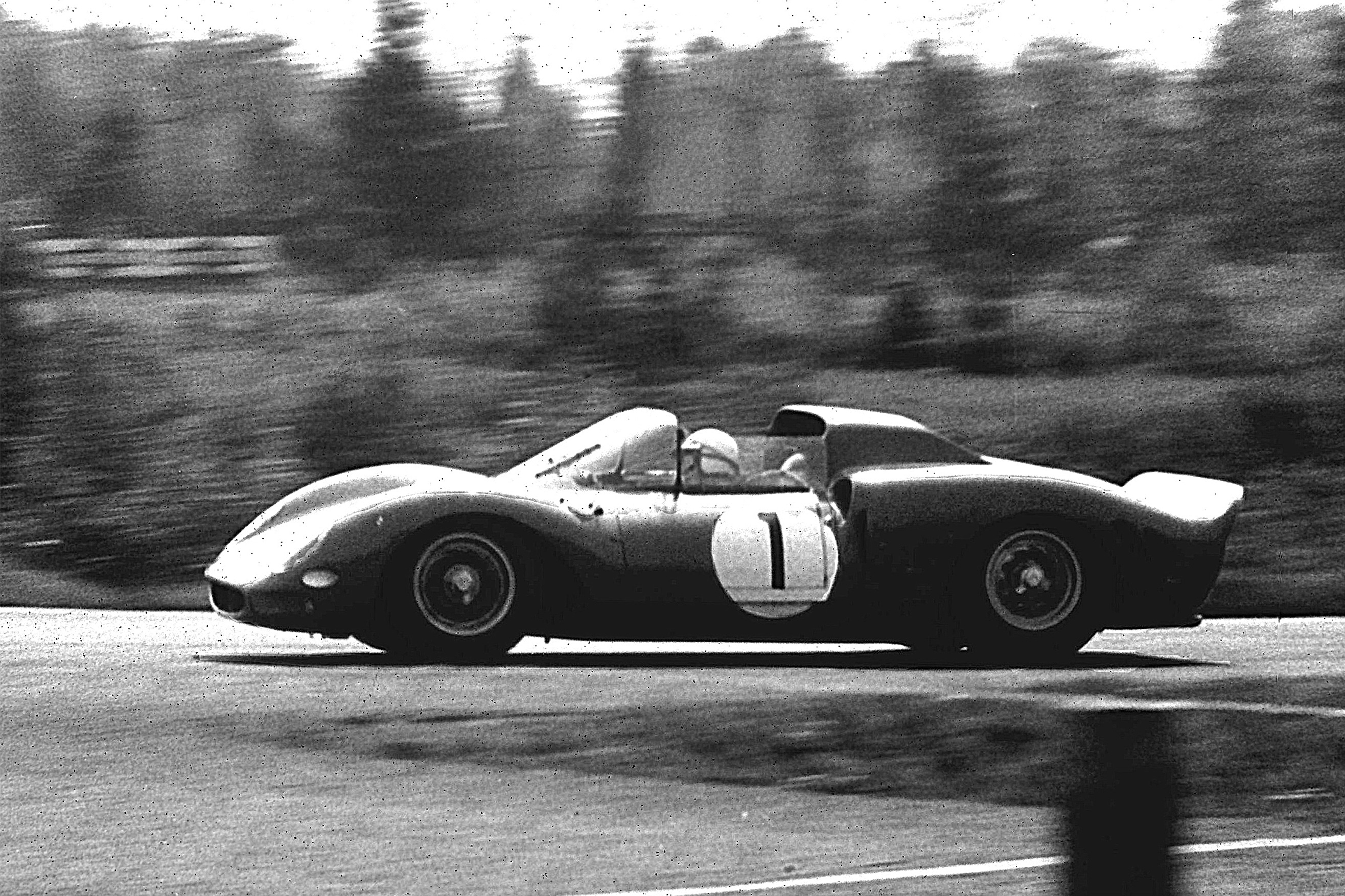
Surtees compitiendo en un Ferrari 330P2 en 1965.

Para 1969 Surtees se convirtió en piloto del equipo BRM. Fue otro año sin resultados y apenas pudo terminar tres carreras, con un tercer puesto en México como mejor resultado, que le valieron el decimoprimer puesto en el campeonato.
Para 1970 decidió formar su propio equipo, Surtees Racing Organization, primero con McLaren M7C de la temporada anterior modificados, hasta que a mitad de año salió a las pistas el primer modelo propio, el Surtees TS/7. Compitió con su propia marca hasta su retiro en 1972, y continuó dirigiendo su equipo durante las 119 carreras que este disputó hasta abandonar la Fórmula 1 en 1978. La aventura del equipo propio se acabó ese año, tanto por dificultades presupuestarias cuanto por una nueva internación de John (secuela de su accidente de 1965). Algo reconfortante, sin embargo, sacó de su internación: acabó casándose con una de sus enfermeras, con quien tuvo tres hijos y vivió hasta su fallecimiento en la zona rural de Kent, Inglaterra.
En 1996, fue incorporado al Salón de la Fama de los deportes de motor.
Su hijo, Henry Surtees, también ha sido piloto de automovilismo de velocidad hasta que en una carrera de Fórmula 2 la rueda de otro monoplaza accidentado le golpeó en la cabeza creándole fuertes traumatismos y heridas en cabeza y cuello que no consiguió superar. El joven piloto de tan solo 18 años moría la tarde del 19 de julio de 2009.
Falleció por problemas respiratorios en Londres el 10 de marzo de 2017, cuando llevaba un mes internado.

## Resultados

### Campeonato Mundial de Motociclismo
Sistema de puntuación desde 1950 hasta 1968:
| Posición | 1.º | 2.º | 3.º | 4.º | 5.º | 6.º |
| Puntos   | 8   | 6   | 4   | 3   | 2   | 1   |

#### Carreras por año
(Clave) (negrita indica pole position) (cursiva indica vuelta rápida)
| Año  | Cilindrada | Equipo    | 1       | 2      | 3       | 4       | 5       | 6       | 7       | 8       | 9     | Pos. | Pts. |
| ---- | ---------- | --------- | ------- | ------ | ------- | ------- | ------- | ------- | ------- | ------- | ----- | ---- | ---- |
| 1952 | 500cc      | Norton    | SUI -   | IOM -  | NED -   | BEL -   | GER -   | ULS 6   | NAT -   | ESP -   |       | 18.º | 1    |
| 1954 | 350cc      | Norton    | FRA -   | IOM 11 | ULS -   | BEL -   | NED -   | GER -   | SUI -   | NAT -   | ESP - | -    | 0    |
| 1954 | 500cc      | Norton    | FRA -   | IOM 15 | ULS -   | BEL -   | NED -   | GER -   | SUI -   | NAT -   | ESP - | -    | 0    |
| 1955 | 250cc      | NSU       |         | FRA -  | IOM -   | GER Ret |         | NED -   | ULS 1   | NAT Ret |       | 7.º  | 8    |
| 1955 | 350cc      | Norton    |         |        | IOM 4   | GER 3   | BEL -   | NED -   | ULS 3   | NAT -   |       | 6.º  | 11   |
| 1955 | 500cc      | Norton    | ESP -   | FRA -  | IOM 29  | GER -   | BEL -   | NED -   | ULS Ret | NAT -   |       | -    | 0    |
| 1956 | 350cc      | MV Agusta | IOM DSQ | NED 2  | BEL 1   | GER -   | ULS -   | NAT -   |         |         |       | 4.º  | 14   |
| 1956 | 500cc      | MV Agusta | IOM 1   | NED 1  | BEL 1   | GER -   | ULS -   | NAT -   |         |         |       | 1.º  | 24   |
| 1957 | 350cc      | MV Agusta | GER Ret | IOM 4  | NED -   | BEL Ret | ULS Ret | NAT Ret |         |         |       | 10.º | 3    |
| 1957 | 500cc      | MV Agusta | GER Ret | IOM 2  | NED 1   | BEL Ret | ULS Ret | NAT 4   |         |         |       | 3.º  | 17   |
| 1958 | 350cc      | MV Agusta | IOM 1   | NED 1  | BEL 1   | GER 1   | SWE -   | ULS 1   | NAT 1   |         |       | 1.º  | 48   |
| 1958 | 500cc      | MV Agusta | IOM 1   | NED 1  | BEL 1   | GER 1   | SWE -   | ULS 1   | NAT 1   |         |       | 1.º  | 48   |
| 1959 | 350cc      | MV Agusta | FRA 1   | IOM 1  | GER 1   |         |         | SWE 1   | ULS 1   | NAT 1   |       | 1.º  | 48   |
| 1959 | 500cc      | MV Agusta | FRA 1   | IOM 1  | GER 1   | NED 1   | BEL 1   |         | ULS 1   | NAT 1   |       | 1.º  | 56   |
| 1960 | 350cc      | MV Agusta | FRA 3   | IOM 2  | NED 1   |         |         | ULS 1   | NAT Ret |         |       | 1.º  | 26   |
| 1960 | 500cc      | MV Agusta | FRA 1   | IOM 1  | NED Ret | BEL 1   | GER 1   | ULS 2   | NAT 1   |         |       | 1.º  | 46   |

### Fórmula 1
(Clave) (negrita indica pole position) (cursiva indica vuelta rápida)

| Año  | Escudería                    | 1       | 2       | 3       | 4       | 5       | 6       | 7       | 8       | 9       | 10      | 11      | 12      | 13    | Pos. | Pts. |
| ---- | ---------------------------- | ------- | ------- | ------- | ------- | ------- | ------- | ------- | ------- | ------- | ------- | ------- | ------- | ----- | ---- | ---- |
| 1960 | Team Lotus                   | ARG     | MON Ret | 500     | NED     | BEL     | FRA     | GBR 2   | POR Ret | ITA     | USA Ret |         |         |       | 14.º | 6    |
| 1961 | Yeoman Credit Racing Team    | MON 11  | NED 7   | BEL 5   | FRA Ret | GBR Ret | GER 5   | ITA Ret | USA Ret |         |         |         |         |       | 12.º | 4    |
| 1962 | Bowmaker-Yeoman Racing Team  | NED Ret | MON 4   | BEL 5   | FRA 5   | GBR 2   | GER 2   | ITA Ret | USA Ret | RSA Ret |         |         |         |       | 4.º  | 19   |
| 1963 | Scuderia Ferrari SpA SEFAC   | MON 4   | BEL Ret | NED 3   | FRA Ret | GBR 2   | GER 1   | ITA Ret | USA 9   | MEX DSQ | RSA Ret |         |         |       | 4.º  | 22   |
| 1964 | Scuderia Ferrari SpA SEFAC   | MON Ret | NED 2   | BEL Ret | FRA Ret | GBR 3   | GER 1   | AUT Ret | ITA 1   |         |         |         |         |       | 1.º  | 40   |
| 1964 | North American Racing Team   |         |         |         |         |         |         |         |         | USA 2   | MEX 2   |         |         |       | 1.º  | 40   |
| 1965 | Scuderia Ferrari SpA SEFAC   | RSA 2   | MON 4   | BEL Ret | FRA 3   | GBR 3   | NED 7   | GER Ret | ITA Ret | USA     | MEX     |         |         |       | 5.º  | 17   |
| 1966 | Scuderia Ferrari SpA SEFAC   | MON Ret | BEL 1   |         |         |         |         |         |         |         |         |         |         |       | 2.º  | 28   |
| 1966 | Cooper Car Company           |         |         | FRA Ret | GBR Ret | NED Ret | GER 2   | ITA Ret | USA 3   | MEX 1   |         |         |         |       | 2.º  | 28   |
| 1967 | Honda Racing                 | RSA 3   | MON Ret | NED Ret | BEL Ret | FRA     | GBR 6   | GER 4   | CAN     | ITA 1   | USA Ret | MEX 4   |         |       | 4.º  | 20   |
| 1968 | Honda Racing                 | RSA 8   | ESP Ret | MON Ret | BEL Ret | NED Ret | FRA 2   | GBR 5   | GER Ret | ITA Ret | CAN Ret | USA 3   | MEX Ret |       | 7.º  | 12   |
| 1969 | Owen Racing Organisation     | RSA Ret | ESP 5   | MON Ret | NED 9   | FRA     | GBR Ret | GER DNS | ITA NC  | CAN Ret | USA 3   | MEX Ret |         |       | 11.º | 6    |
| 1970 | Team Surtees                 | RSA Ret | ESP Ret | MON Ret | BEL     | NED 6   | FRA     | GBR Ret | GER 9   | AUT Ret | ITA Ret | CAN 5   | USA Ret | MEX 8 | 18.º | 3    |
| 1971 | Brooke Bond Oxo Team Surtees | RSA Ret | ESP 11  | MON 7   | NED 5   | FRA 8   | GBR 6   | GER 7   | AUT Ret | ITA Ret | CAN 11  | USA 17  |         |       | 19.º | 3    |
| 1972 | Team Surtees                 | ARG     | RSA     | ESP     | MON     | BEL     | FRA     | GBR     | GER     | AUT     | ITA Ret | CAN     | USA DNS |       | NC   | 0    |

| Predecesor: Jim Clark | Campeón de Fórmula 1 1964 | Sucesor: Jim Clark |